# Thomas Andresen
Thomas Andresen (født 16. juli 1964) er en dansk politiker, der fra 1. januar 2014 var borgmester i Aabenraa Kommune, valgt for Venstre. Ved konstitueringen efter kommunevalget i november 2021 blev den konservative Jan Riber Jakobsen valgt som borgmester.
Andresen blev matematisk-samfundsfaglig student fra Aabenraa Statsskole i 1983 og blev i 2003 diplomingeniør fra Ingeniørhøjskolen i Horsens. Han var fra 1984 til 1999 ansat i og senere medejer af en handelsvirksomhed i Tinglev, og har siden 2003 arbejdet som projektleder hos Skovbo Huse, Skanska og senest Daugaard Pedersen Aabenraa A/S, som han var direktør for, da han i 2013 blev valgt til borgmester.
Thomas Andresen har været medlem af kommunalbestyrelsen i Aabenraa siden 2010.